# Cremin
Cremin est une localité de la commune suisse de Lucens dans le canton de Vaud, située dans le district de la Broye-Vully et ancienne commune. Citée au moins dès 1365, elle fait partie du district de Moudon entre 1803 et 2007. Le village se situe dans la région de la Broye entre les vallées de la Broye et de la Mentue.

## Histoire
En 1825, un incendie brûle une grande partie des archives communales, limitant de fait la retranscription historique de la commune. Néanmoins, en 1764, le village comportait environ 76 bourgeois répartis en 15 foyers. Ce nombre passe à 94 en 1798 puis 101 en 1850.
Le 30 novembre 2014, les communes de Brenles, Chesalles-sur-Moudon, Cremin, Forel-sur-Lucens, Lucens et Sarzens décident de fusionner. La nouvelle commune voit le jour le 1er janvier 2017 sous le nom de Lucens.

### Origine du nom de la commune
Cremin, doit son nom au marais, maintenant asséché, qui l'entourait au nord et à l'est, où coulait le Riondet, ruisseau maintenant enterré. Originellement appelée Crêt-Marc, soit « le Crêt sur le marais », La commune s'est ensuite appelée Cumar, puis Cremin. En 1365, le registre paroissial utilise le nom Cremyn.

### Héraldique
| Blason de Cremin | Blason  | Coupé d'argent et de sinople, à une faux et un fléau d'or brochant en sautoir, une gerbe du même brochant sur le tout |
| Blason de Cremin | Détails | Les armoiries de la commune sont celles du canton de Vaud, auxquelles on a retiré la devise Liberté et Patrie pour remplacer par des symboles représentatifs de l'activité locale : l'agriculture. Les armoiries de la commune sont adoptées et approuvées par le canton de Vaud en 1930. |

## Géographie
Jusqu'à sa dissolution, la commune faisait partie du district de Moudon. Depuis le 1er janvier 2008, elle fait partie du nouveau district de la Broye-Vully. Elle a des frontières communes avec Lucens et Forel-sur-Lucens dans le canton de Vaud, ainsi qu'avec Surpierre dans le canton de Fribourg.
Le territoire communal se trouve sur le plateau suisse, dans la région de la Broye entre les vallées de la Broye et de la Mentue, principalement sur un haut plateau situé à une altitude moyenne de 640 mètres. Les frontières communales se trouvent sur la crête surplombant la vallée de la Broye (à l'est) et le vallon de Vaux (au sud). Au sud du village de Cremin se trouve la forêt de l'Envuissel à 656 mètres d'altitude, alors que le point culminant de la commune se trouve sur la colline du Petit Crêt, au nord du village à 670 mètres.
En plus du village de Cremin, la commune compte plusieurs exploitations agricules dispersées.

## Population

### Gentilé
Les habitants de la commune se nomment  les Creminois.

### Démographie
Cremin compte 59 habitants en 2022. Sa densité de population atteint 36 hab./km2. Entre les fusions avec d'autres communes de Vaugondry, Romairon, Cerniaz, Goumoëns-le-Jux et Villars-sous-Champvent en 2011 et 2012 et sa fusion avec Lucens en 2017, Cremin est la commune la moins peuplée du canton de Vaud.
En 2000, la population de Cremin est composée de 25 hommes (49 %) et 26 femmes (51 %). La langue la plus parlée est le français, avec 47 personnes (94 %). La deuxième langue est l'allemand (3 habitants ou 6 % de la population). Il y a 49 personnes de nationalité suisse (98 %) et une personne étrangère (2 %). Sur le plan religieux, la communauté protestante est la plus importante avec 43 personnes (86 %), suivie des catholiques (4 paroissiens ou 8 % de la population). 3 personnes (6 %) n'ont aucune appartenance religieuse.
La population de Cremin est de 101 habitants en 1850. Elle reste stable pendant vingt ans puis baisse à 45 habitants en 1980. Elle remonte légèrement depuis à 52 habitants en 2010. Le graphique suivant résume l'évolution de la population de Cremin entre 1850 et 2010 :

## Politique
Lors des élections fédérales suisses de 2011, la commune a voté à 47,83 % pour l'Union démocratique du centre. Les deux partis suivants furent le Parti socialiste suisse avec 21,26 % des suffrages et les Verts avec 15,46 %.
Lors des élections cantonales au Grand Conseil de mars 2011, les habitants de la commune ont voté pour l'Union démocratique du centre à 39,87 %, le Parti libéral-radical à 35,29 %, le Parti socialiste à 18,30 %, le Parti bourgeois démocratique et les Vert'libéraux à 4,58 %, les Verts à 1,31 % et Vaud Libre à 0,65 %.
Sur le plan communal, Cremin est dirigé par une municipalité formée de 3 membres et dirigée par un syndic pour l'exécutif et un Conseil général dirigé par un président et secondé par un secrétaire pour le législatif.

## Économie
De nos jours encore, l'économie locale est principalement tournée vers l'agriculture, l'arboriculture et l'élevage. Contrairement à la plupart des communes voisines, aucune zone d'habitation n'a été créée à Cremin à la suite de plans de zones très restrictifs. La seule entreprise installée sur place est un swin golf de 18 trous. Il y a aussi un café-restaurant.

## Transports
Au niveau des transports en commun, Cremin fait partie de la communauté tarifaire vaudoise Mobilis. Deux bus de CarPostal s'y arrêtent : celui reliant Moudon à Lucens et celui reliant Cheiry à Granges-près-Marnand. Le village est aussi desservi par les bus sur appel Publicar, qui sont aussi un service de CarPostal.